# برنی ۷۱۴۹
سیارک ۷۱۴۹ (به انگلیسی: 7149 Bernie، نامگذاری:3220T-3) هفت هزار و صد و چهل و نهمین سیارک کشف شده‌است که در ۱۶ اکتبر ۱۹۷۷ کشف شد.
قدر مطلق سیارک برابر ۱۳٫۵۰ است.